# Saint Lawrencefloden

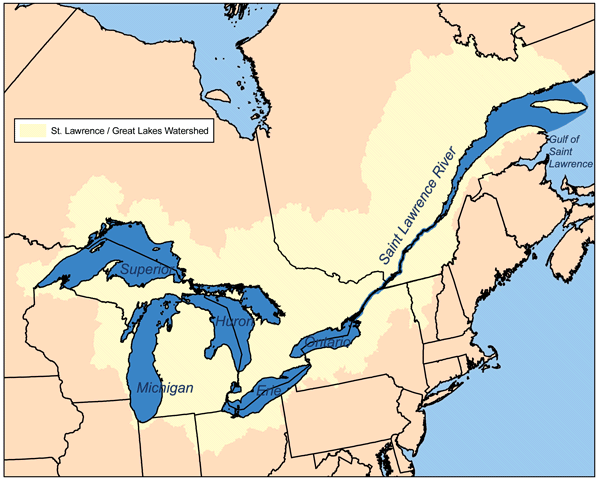
Saint Lawrencefloden och Stora sjöarna med avrinningsområde.

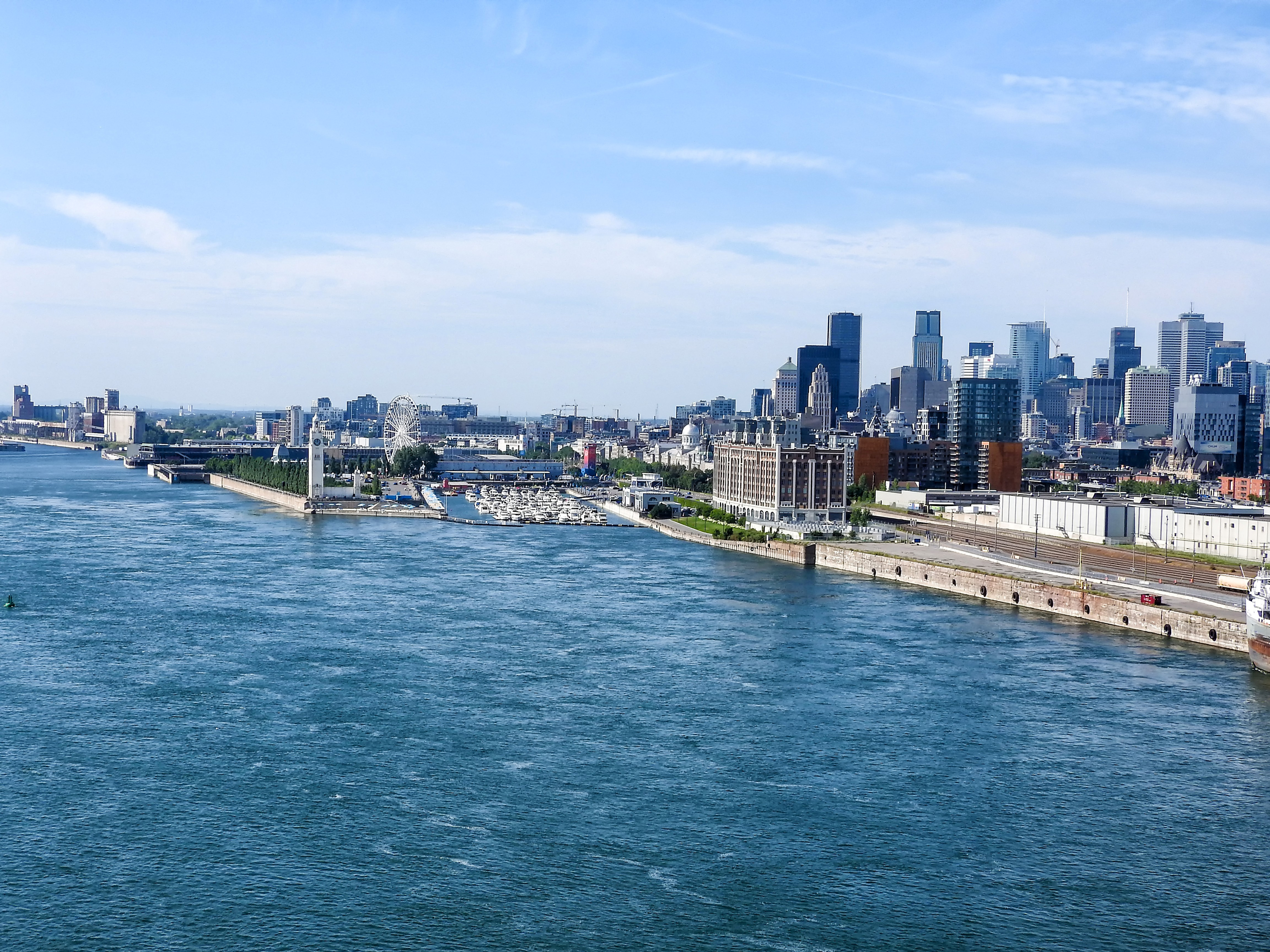
Saint Lawrencefloden i Montréal.

Saint Lawrencefloden (engelska: Saint Lawrence River, franska: Fleuve Saint-Laurent) är en stor väst- till östflytande flod i östra Nordamerika. Den förbinder Stora sjöarna med Atlanten. Floden kallades av mohawkerna för Kaniatarowanenneh (stor vattenväg). Flodens övre lopp utgör en del av gränsen mellan Kanada och USA med Ontario på ena sidan och New York på den andra. Vid Québec övergår floden till en mynningsvik som utmynnar i Saint Lawrenceviken.
Saint Lawrencefloden börjar i Ontariosjön 75 meter över havet vid Kingston i Ontario. På sin väg mot Atlanten passerar floden Brockville, Cornwall, Montréal, Trois-Rivières och staden Québec innan utflödet i Saint Lawrenceviken. Den egentliga flodsträckningen mellan Ontariosjön och Atlanten är cirka 1 300 kilometer lång, men räknar man även in tillflödet till Övre sjön, Saint Louisfloden, blir flodens längd omkring 4 000 kilometer lång. Saint Lawrencefloden bildar tillsammans med Stora sjöarna-systemet, som den avvattnar, världens största sötvattensystem. Flodens totala avrinningsområde ligger på cirka 1,4 miljoner km². Den har ett medelvattenflöde på cirka 10 300 m³/s (att jämföra med Göta älv som har 550 m³/s).
Den förste europén som seglade på Saint Lawrencefloden var fransmannen Jacques Cartier, som den 9 juni 1534 för första gången siktade den och även gjorde anspråk på området Nya Frankrike för Frans I av Frankrike.
Från början var floden seglingsbar endast på delen fram till Montréal, på grund av forsarna vid Lachine. Först när Lachinekanalen byggdes kunde fartyg segla vidare uppför floden. Idag fraktas godset till och från Atlanten på Saint Lawrenceleden, som är ett modernt kanalsystem, färdigställt 1959.
Den 29 maj 1914 förliste fartyget "RMS Empress of Ireland" på Saint Lawrencefloden nära Québec, vilket ännu är den värsta fartygskatastrofen i Kanadas historia.